# Els morts del llac Constança: La sirena
Els morts del llac Constança: La sirena o Mort al llac: la sirena (títol original en alemany, Die Toten vom Bodensee – Die Meerjungfrau) és un telefilm germanoaustríac d'ORF i ZDF de 2019, dirigit per de Michael Schneider. És la novena entrega de la sèrie de ficció criminal Els morts del llac Constança. La primera emissió va tenir lloc el 9 d'octubre de 2019 al canal ORF 2. Es va projectar al Festival de Cinema de Colònia el 14 d'octubre de 2019. La pel·lícula es va estrenar a ZDF el 21 d'octubre de 2019. S'ha doblat al català central per a TV3 amb el títol d'Els morts del llac Constança: La sirena, i al valencià per a À Punt amb el nom de Mort al llac: la sirena.